# Auricularia americana
Auricularia americana är en svampart som beskrevs av Parmasto & I. Parmasto ex Audet, Boulet & Sirard 2003. Auricularia americana ingår i släktet Auricularia och familjen Auriculariaceae.   Inga underarter finns listade i Catalogue of Life.